# Circus Beach
Circus Beach ist ein Sandstrand im Süden des australischen Bundesstaats Western Australia. Er liegt bei dem Ort Broke.
Der Strand ist 1,5 Kilometer lang und bis zu 80 Meter breit. Er öffnet sich in Richtung Süden. Zwei Wanderwege führen zu den beiden Enden des Strandes.
Circus Beach wird nicht von Rettungsschwimmern bewacht.